# برایان هوبرت رابرتسون
برایان هوبرت رابرتسون (انگلیسی: Brian Robertson, 1st Baron Robertson of Oakridge; ۲۲ ژوئیهٔ ۱۸۹۶ – ۲۹ آوریل ۱۹۷۴) فرد نظامی اهل بریتانیا بود. وی همچنین برندهٔ جوایزی همچون صلیب نظامی شده‌است.